# Lipczany
Lipczany (ukr. Липчани) – wieś na Ukrainie, w obwodzie winnickim, w rejonie mohylowskim, nad Dniestrem.
W czasach Rzeczypospolitej wieś leżała w województwie podolskim. Odpadła od Polski w wyniku II rozbioru.